# Fußball-Thüringenliga
Die Thüringenliga (auch: Verbandsliga Thüringen; offiziell: Köstritzer-Liga Thüringen; ehemals: Landesliga Thüringen) ist die höchste Spielklasse im Bereich des Thüringer Fußball-Verbands und die 6. Liga im  deutschen Fußball-Ligasystem. Der Meister der Thüringenliga steigt direkt in die Oberliga Nordost auf. Die beiden letztplatzierten Vereine steigen in die Landesklasse ab, die seit der Saison 2014/15 in die Staffeln 1, 2 und 3 eingeteilt ist. Bis zur Saison 2013/14 gab es die Landesklassen Nord, Süd und Ost. Bis zur Saison 2009/10 gab es die beiden Landesklassen Ost und West.

## Thüringenmeister
- 1990/91 FV Zeulenroda
- 1991/92 SV Funkwerk Kölleda
- 1992/93 1. Suhler SV 06
- 1993/94 FC Carl Zeiss Jena Amateure
- 1994/95 SC 1903 Weimar
- 1995/96 SV 1910 Kahla
- 1996/97 SV Jenaer Glas
- 1997/98 SSV Erfurt Nord
- 1998/99 1. SV Gera
- 1999/00 BSV Eintracht Sondershausen
- 2000/01 SV Wacker 07 Gotha
- 2001/02 VfB 09 Pößneck
- 2002/03 SSV Erfurt Nord
- 2003/04 ZFC Meuselwitz
- 2004/05 FC Rot-Weiß Erfurt II
- 2005/06 FC Carl Zeiss Jena II
- 2006/07 1. FC Gera 03
- 2007/08 FC Rot-Weiß Erfurt II
- 2008/09 SV Schott Jena
- 2009/10 BSV Eintracht Sondershausen  1
- 2010/11 1. FC Gera 03
- 2011/12 FSV Wacker 90 Nordhausen
- 2012/13 SV Schott Jena
- 2013/14 FC Eisenach
- 2014/15 FSV Wacker 90 Nordhausen II  2
- 2015/16 FC Blau-Weiß Dachwig/Döllstädt  3
- 2016/17 FSV Wacker 90 Nordhausen II  4
- 2017/18 FSV Wacker 90 Nordhausen II
- 2018/19 FSV Martinroda
- 2019/20 kein Meister  5
- 2020/21 kein Meister  6
- 2021/22 FC Thüringen Weida  7
- 2022/23 SV 09 Arnstadt
- 2023/24 FC An der Fahner Höhe  8
- 2024/25 1. SC 1911 Heiligenstadt

## Mannschaften 2024/25
Folgende 16 Mannschaften spielen in der Saison 2024/25 in der Thüringenliga:
- FC An der Fahner Höhe
- SV 09 Arnstadt (Absteiger)
- SV BW 91 Bad Frankenhausen (Aufsteiger)
- Spielvereinigung Geratal
- 1. SC 1911 Heiligenstadt
- SV Schott Jena
- FSV Preußen Bad Langensalza
- VfL Meiningen 04 (Aufsteiger)
- SV Blau-Weiß 90 Neustadt/Orla
- FSV Wacker 90 Nordhausen
- FC Saalfeld
- FSV Schleiz
- FC Schweina-Gumpelstadt
- SG Struth/Diedorf
- FC Thüringen Weida
- SC 1903 Weimar (Aufsteiger)